# Flechette

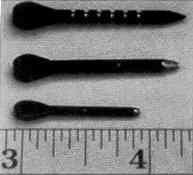
Ejemplos de varios proyectiles del tipo flechettes. (Medidas expresadas en pulgadas.)

La flechette es un proyectil puntiagudo de acero con una cola abombada para un vuelo estable. El nombre procede del francés fléchette, "flecha pequeña" o "dardo". Se han utilizado como armas balísticas desde la Primera Guerra Mundial. Los sistemas y métodos de lanzamiento de flechettes varían, desde un solo disparo, hasta miles en una sola ronda explosiva. El uso de flechettes como armas antipersona ha sido controvertido.

## Lanzamiento desde el aire
Durante la Primera Guerra Mundial, las flechettes se lanzaban desde aviones para atacar a la infantería y podían perforar los cascos.
Posteriormente, EE. UU. utilizó las bombas Lazy Dog, que son pequeños proyectiles cinéticos no guiados de aproximadamente 44 mm (1,75 pulgadas) de longitud, 13 mm (0,5 pulgadas) de diámetro y 20 g (0,7 onzas) de peso. 
Las armas estaban diseñadas para ser lanzadas desde un avión. No contenían carga explosiva, pero al caer desarrollaban una importante energía cinética que las hacía letales y capaces de penetrar fácilmente coberturas blandas como la selva, varios centímetros de arena o blindajes ligeros. Las municiones Lazy Dog eran sencillas y baratas; podían lanzarse en grandes cantidades de una sola vez. Aunque sus efectos no solían ser menos indiscriminados que los de otros proyectiles, no dejaban artefactos explosivos sin detonar que pudieran estar activos años después de que finalizara un conflicto. Los proyectiles Lazy Dog se utilizaron principalmente durante las guerras de Corea y Vietnam.

## Munición para armas pequeñas
Durante la guerra de Vietnam, Estados Unidos utilizó escopetas de combate del calibre 12 con cargas flechette. Estos cartuchos con carcasa de plástico se distribuyeron a modo de prueba de forma limitada durante la guerra de Vietnam. Fueron fabricados por la Western Cartridge Company y contenían 20 flechettes de 18,5 mm (0,73 pulgadas) de longitud y un peso de 7,3 gr (0,47 g) cada una. Los flechettes estaban empaquetados en un vaso de plástico con polietileno blanco granulado para mantener la alineación con el eje del ánima, y apoyados en un disco metálico para evitar la penetración del taco de sobrepólvora durante la aceleración por el ánima. Los cartuchos fabricados por la Federal Cartridge Company contenían 25 flechettes. Las puntas de los flechettes están expuestas en los cartuchos de FCC, pero ocultas por un engarce de estrella convencional en los cartuchos de WCC. Los flechettes tenían trayectorias más planas a distancias más largas que los perdigones esféricos, pero su eficacia en combate no justificaba que se siguieran fabricando.

## Utilización en cohetes y artillería
Las flechettes más pequeñas se utilizaban en proyectiles de artillería especiales denominados "colmenas" (llamados así por el silbido tan característico que producían miles de flechettes volando a velocidades supersónicas) y destinados a ser utilizados contra tropas en campo abierto: se disparaba un proyectil balístico repleto de flechettes que se activaba mediante una espoleta mecánica de tiempo, dispersando las flechettes en un cono en expansión.[cita requerida]
Durante la guerra de Vietnam, las baterías de obuses de 105 mm y los tanques (cañones de 90 mm) utilizaron proyectiles de flechettes para defenderse de los ataques masivos de la infantería. El omnipresente fusil sin retroceso M40 de 106 mm se utilizó principalmente como arma antitanque. Sin embargo, también podía utilizarse como arma antipersonal con balas de flecha. El ampliamente utilizado cañón sin retroceso Carl Gustaf de 8,4 cm también utiliza una munición de defensa de área diseñada como munición antipersonal de corto alcance. Dispara 1.100 flechettes en una amplia zona. Las Fuerzas Aéreas de EE. UU. utilizaban cohetes de 70 mm (2,75 pulgadas) con ojivas flechette WDU-4/A.[cita requerida]
El cohete Hydra 70 de 70 mm actualmente en servicio en las Fuerzas Armadas estadounidenses puede equiparse con una ojiva antipersonal (APERS) que contiene 1.179 flechettes. Los transportan helicópteros de ataque como el AH-64 Apache y el AH-1 Cobra.[cita requerida]

### Conflicto Israel-Palestina
Las autoridades israelíes han confirmado públicamente el uso de flechettes contra palestinos en Gaza al menos desde 2001. Las organizaciones humanitarias internacionales documentaron numerosos casos de uso de bombas con flechettes por parte de las Fuerzas de Defensa Israelíes durante la Operación Plomo Fundido, que causaron la muerte de al menos nueve civiles. Según Amnistía Internacional, el uso de proyectiles con flechettes en zonas civiles densamente pobladas viola la prohibición internacional de ataques indiscriminados. En 2001, funcionarios israelíes declararon: «el ejército israelí obtuvo estas armas de los Estados Unidos después de la guerra de 1973 y tenemos miles de proyectiles viejos en los almacenes», lo que sugiere que los proyectiles con flechettes pueden haberse utilizado contra palestinos desde la década de 1970.

### Guerra Ruso-Ucraniana
Las flechettes se utilizaron durante la invasión rusa de Ucrania de 2022, en la que se recuperaron muestras de proyectiles en las fosas comunes de Bucha. Un testigo describió cómo las municiones estallaban sobre su cabeza y ensuciaban la zona con flechettes de 3 cm. Un experto británico en municiones revisó fotografías de los proyectiles y concluyó que probablemente procedían de un proyectil de artillería 3Sh1 de 122 mm. Un portavoz de las fuerzas terrestres ucranianas declaró que el ejército ucraniano no utiliza proyectiles con flechettes.